# Court of Session

Royal Coat of Arms of the United Kingdom (Government in Scotland)

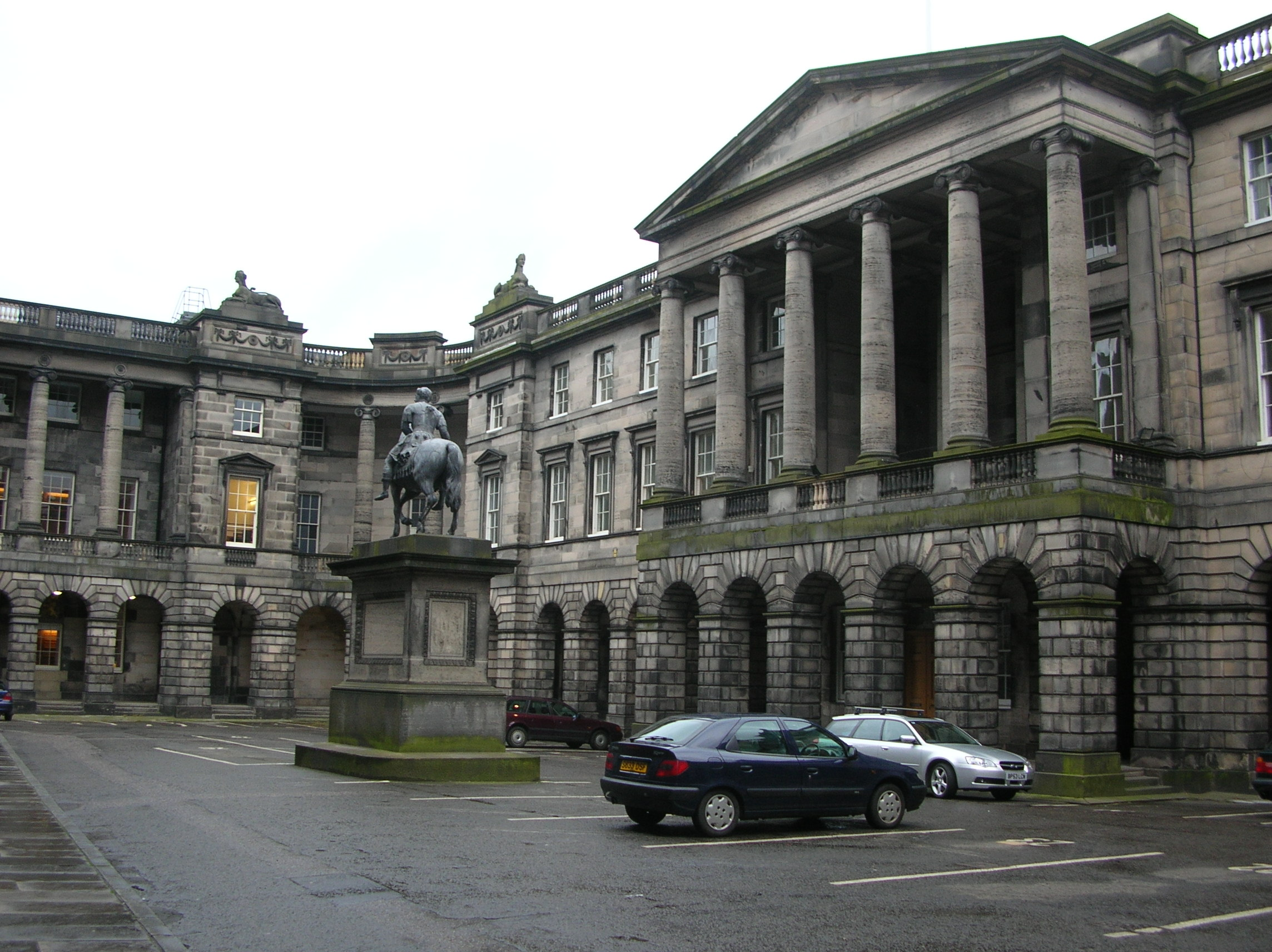
Parliament House in Edinburgh

Der Court of Session (schottisch-gälisch Cùirt an t-Seisein, Scots Coort o Session) ist das höchste Zivilgericht Schottlands und Teil des College of Justice. Der Sitz des Court of Session befindet sich im Parliament House in Edinburgh. Das Gericht ist sowohl eine Tatsacheninstanz (Outer House) als auch ein Berufungsgericht (Inner House). Richter am Court of Session werden als Lords of Session bezeichnet. Das oberste Strafgericht Schottlands ist der High Court of Justiciary.

## Geschichte
Die Gründung des Court of Session erfolgte 1532 unter dem schottischen König Jakob V. 1672 wurde zudem der High Court of Justiciary gegründet, der bis heute das höchste Strafgericht Schottlands ist. Die Eigenständigkeit des Rechtssystems blieb auch nach dem Act of Union 1707 erhalten, der in Art. 19 statuierte, der Court of Session und der High Court of Justiciary „do after the Union and notwithstanding thereof, remain in all time coming within Scotland.“ Die Phase bis zu den Napoleonischen Kriegen ist durch die Herausbildung eines eigenständigen auf römisch-rechtlichen Fundamenten beruhenden schottischen Rechts gekennzeichnet. Eine wichtige Rolle hierfür spielten die sog. practicks – Notizen zu Gerichtsentscheidungen, die ursprünglich nur für den privaten Gebrauch der Richter des Court of Session gedacht waren. Seit 1800 wuchs durch die Gesetzgebung des Parlaments des Vereinigten Königreichs und die Rechtsprechung des House of Lords der Einfluss des englischen Rechts ständig. Im 20. Jahrhundert steigerte sich die Zahl der Parlamentsgesetze enorm. Neue Impulse erhielt das schottische Zivilrecht darüber hinaus durch den Einfluss des Europarechts und die Konstitution des schottischen Parlaments. Mit dem durch die Empfehlungen Lord Gills angestossenen Courts Reform (Scotland) Act 2014 gibt es seit 2015 als Berufungsgericht zusätzlich den Sheriff Appeal Court, der den Court of Session von Aufgaben entlastet.

## Aktuelle Situation
Vorsitzender ist der Lord President, seit 2015 Colin Sutherland, Lord Carloway. Er ist Schottlands oberster Richter und wird vertreten durch den Lord Justice Clerk, seit 2016 Leeona Dorrian, Lady Dorrian. Richter des Court of Session gehören dem College of Justice an und haben Anspruch auf den Höflichkeitstitel Lord oder Lady zusammen mit einem Nachnamen oder einer territorialen Bezeichnung, auch wenn sie nicht selbst Peers sind.
Die Berufung der Richter erfolgt durch den britischen Monarchen auf Empfehlung des First Minister (Schottland), der diese wiederum auf Basis von Empfehlungen des Judicial Appointments Board for Scotland abgibt. Die Richteramtszeit endet mit dem Ruhestandsalter von 75 Jahren.
Der Court of Session teilt sich in das Outer House (zuständig für Zivil- und Handelssachen) und das Inner House (zuständig für Berufungen).
Berufungen gegen Entscheidungen des Courts werden eingelegt beim Obersten Gerichtshof des Vereinigten Königreichs.